# Coenobius apicefulvus
Coenobius apicefulvus es un insecto coleóptero de la familia Chrysomelidae.
Fue descrita científicamente en 1995 por Medvedev.